# Halsholmen, Nagu
Halsholmen är en ö nära Nötö i Nagu,  Finland.   Den ligger i Pargas stad i den ekonomiska regionen  Åboland  och landskapet Egentliga Finland. Ön ligger omkring 5 kilometer nordost om Nötö, omkring 25 kilometer söder om Nagu kyrka,  58 kilometer sydväst om Åbo och 170 km väster om Helsingfors. Närmaste allmänna förbindelse är förbindelsebryggan vid Kopparholm som trafikeras av M/S Nordep. Arean är 0,27 kvadratkilometer.
Terrängen på Halsholmen är mycket platt. Öns högsta punkt är 22 meter över havet. Den sträcker sig 0,6 kilometer i nord-sydlig riktning, och 0,7 kilometer i öst-västlig riktning.